# Yasmine De Leon
Yasmine De Leon (n. 29 octombrie 1983 în San Jose, California) este o actriță porno americană.

## Premii și nominalizări
| An   | Premiu    | Nominalizare | Film                              | Rezultat |
| ---- | --------- | ------------ | --------------------------------- | -------- |
| 2015 | AVN Award | Nominalizare | Best Double Penetration Sex Scene |          |